# Гай Сентій Сатурнін (консул 4 року)
Гай Сентій Сатурнін (? — після 4 р. н. е.) — політичний діяч ранньої Римської імперії. консул 4 року.

## Життєпис
Походив з роду нобілів Сентіїв. Син Гая Сентія Сатурніна, консула 19 року до н. е. Почав службу під проводом свого батька. З 10 до 7 року до н. е. служив як легат у провінції Сирія.
У 4 році обрано консулом разом з Секстом Елієм Катом. Під час своєї каденції запропонував закон стосовно отримання рангу патриція. Завдяки цьому багато хто з нобілів стали патриціями. Подальша доля невідома.